# Ce qui nous attend
 (septembre 2022).
La mise en forme du texte ne suit pas les recommandations de Wikipédia : il faut le « wikifier ».
Les points d'amélioration suivants sont les cas les plus fréquents :
- Les titres sont pré-formatés par le logiciel. Ils ne sont ni en capitales, ni en gras.
- Le texte ne doit pas être écrit en capitales (les noms de famille non plus), ni en gras, ni en italique, ni en « petit »…
- Le gras n'est utilisé que pour surligner le titre de l'article dans l'introduction, une seule fois.
- L'italique est rarement utilisé : mots en langue étrangère, titres d'œuvres, noms de bateaux, etc.
- Les citations ne sont pas en italique mais en corps de texte normal. Elles sont entourées par des guillemets français : « et ».
- Les listes à puces sont à éviter, des paragraphes rédigés étant largement préférés. Les tableaux sont à réserver à la présentation de données structurées (résultats, etc.).
- Les appels de note de bas de page (petits chiffres en exposant, introduits par l'outil «  Source ») sont à placer entre la fin de phrase et le point final[comme ça].
- Les liens internes (vers d'autres articles de Wikipédia) sont à choisir avec parcimonie. Créez des liens vers des articles approfondissant le sujet. Les termes génériques sans rapport avec le sujet sont à éviter, ainsi que les répétitions de liens vers un même terme.
- Les liens externes sont à placer uniquement dans une section « Liens externes », à la fin de l'article. Ces liens sont à choisir avec parcimonie suivant les règles définies. Si un lien sert de source à l'article, son insertion dans le texte est à faire par les notes de bas de page.
- La présentation des références doit suivre les conventions bibliographiques. Il est recommandé d'utiliser les modèles {{Ouvrage}}, {{Chapitre}}, {{Article}}, {{Lien web}} et/ou {{Bibliographie}}. Le mode d'édition visuel peut mettre en forme automatiquement les références.
- Insérer une infobox (cadre d'informations à droite) n'est pas obligatoire pour parachever la mise en page.

Pour une aide détaillée, merci de consulter Aide:Wikification.
Si vous pensez que ces points ont été résolus, vous pouvez retirer ce bandeau et améliorer la mise en forme d'un autre article.
Ce qui nous attend est le premier épisode de la Saison 2 de la série télévisée The Walking Dead, classifiée dans le genre des séries télévisées d'horreur post-apocalyptique. L'épisode a d'abord été diffusée aux États-Unis le 16 octobre 2011. 
Contrairement à la première saison, la plupart du tournage principal de Ce qui nous attend a eu lieu en dehors des limites de la ville d'Atlanta, en Géorgie ; le tournage a eu lieu à Smyrna et dans le comté de Henry, en Géorgie. Avant sa première diffusion, plusieurs segments ont été annoncés et diffusés, dont une série Internet en six épisodes et un after-show en direct animé par Chris Hardwick .
Ce qui nous attend a été bien accueilli par les critiques de télévision, qui ont déclaré qu'il avait fait un bon début de saison. Les audiences sont tout aussi positives : aux États-Unis, elle bat le record de la série dramatique la plus regardée de l'histoire du câble de base, atteignant 7,3 millions de téléspectateurs. Dans le monde entier, il affichait en moyenne une note de 2,0 sur la plupart des marchés de la télévision.

## Intrigue
Rick Grimes dirige le groupe de survivants d'Atlanta vers Fort Benning après la destruction du CDC là-bas. Rick tente de contacter Morgan Jones mais n'arrive pas à le joindre.
Le long d'une autoroute, le groupe est obligé de s'arrêter car un certain nombre de voitures abandonnées jonchent la route, rendant impossible le passage ; de plus, Dale doit s'arrêter pour réparer son camping-car. Alors que les autres poussent les voitures hors du chemin et récupèrent des fournitures, une horde de marcheurs apparaît derrière eux. Le groupe s'abrite sous les voitures pour éviter les conflits, bien que dans sa hâte, T-Dog se coupe sévèrement le bras. Des rôdeurs aperçoivent Sophia, fille de Carol Peletier, cachée sous une voiture, et elle s'enfuit dans la forêt voisine. Rick la suit et lui dit de trouver un endroit sûr où se cacher pendant qu'il envoie les marcheurs.
La horde passe bientôt et le groupe retourne au dégagement de la route, tandis que Rick et Daryl Dixon tentent de retrouver Sophia. Pendant que Rick est parti, Shane Walsh dit à la femme de Rick, Lori, qu'il envisage de quitter le groupe de son propre chef. Rick et Daryl reviennent sans succès, et le groupe passe la nuit pour reprendre les recherches le lendemain. Carol réprimande Rick pour avoir perdu Sophia.
Pendant la recherche, Andrea confronte Dale à propos de sa décision de rester au CDC et de vouloir mourir selon ses propres conditions, et son choix de rester avec elle lui a enlevé cette chance. Le groupe trouve une petite église et envoie les quelques marcheurs à l'intérieur. Alors que Carol prie pour le retour de sa fille, Andrea surprend Shane se disputer avec Lori à propos de son départ, et elle lui dit qu'elle veut l'accompagner. Rick, voyant le groupe commencer à se séparer, remet en question ses capacités de leadership et prie également pour être guidé.
Rick, Shane et le fils de Rick, Carl, partent à la chasse pour se nourrir et aperçoivent un cerf à proximité. Alors que Carl s'approche, un coup de feu retentit et Carl découvre qu'il a reçu une balle dans l'estomac, tombant sous le choc de Rick.

## Production
| |  |  |
| Norman Reedus (à gauche) et Melissa McBride (à droite) font leur apparition en tant que personnage principaux dans Ce qui nous attend. |  |  |

Un premier concept pour la première saison par Frank Darabont ne s'est jamais concrétisé, prétendument à la suite de coupes budgétaires. 
Cette idée initiale aurait été un flashback long d'un épisode, illustrant la chute d' Atlanta et centré sur la mission d'un soldat condamné qui perd son équipe. Darabont a été influencé par le film de guerre américain Black Hawk Down (2001).  "Tout ce qu'ils ont à faire est de parcourir peut-être une douzaine de pâtés de maisons", a-t-il dit, "un voyage simple, mais ce qui commence comme un scénario sans prise de tête va de" la ville est sécurisée "à" putain de merde, nous " J'ai perdu le contrôle, le monde se terminé." L'épisode aurait présenté plusieurs personnages, dont Andrea, Dale et Amy ( Emma Bell ).
La scène de conclusion aurait été liée à l'épisode pilote, "Passé décomposé". Darabont dit que l'épisode montre un soldat mourant, caché dans un tank, après quoi il y a une "reprise coup pour coup du premier épisode de la première saison". L'idée était de raconter l'histoire du soldat, car "chaque zombie a une histoire".  Samuel Witwer , qui a été choisi comme soldat dans le pilote de cette trame de fond qui se déroulerait finalement, a été frustré par le rejet de l'histoire et a remis en question la nécessité d'une telle réduction budgétaire. 
En fin de compte, la première écrite et filmée commencerait après les événements de la saison 1, bien qu'une brève scène de flashback de Shane et Lori témoins de la chute d'Atlanta à distance apparaîtrait au cours de la saison.
Au Paley Center for Media, il a été annoncé que la deuxième saison de The Walking Dead serait principalement produite en dehors des limites de la ville d'Atlanta , en Géorgie. La plupart des principales photographies de "What Lies Ahead" ont eu lieu dans le comté non constitué en société de Henry, en Géorgie, du 5 au 9 juin 2011, en utilisant un tronçon de la Georgia State Route 20 (en) qui a été fermé à la circulation à cet effet. Le 8 juin 2011, la première image promotionnelle a été publiée. Darabont a décrit la scène: "En ce moment, je me tiens sur un tronçon d'autoroute post-apocalypse en Géorgie, jonché de voitures abandonnées ...".
La photographie principale de l'épisode a repris au Cobb Energy Performing Arts Center à Smyrna, en Géorgie, qui était décrit comme le siège du CDC. Plusieurs routes voisines ont été fermées pendant 4 heures pour cela. La production s'est ensuite déplacée vers un parc de bureaux voisin, où elle a commencé sur une période de seize heures. La scène a ensuite été coupée de la première de la saison avant sa diffusion. Dans une interview avec Entertainment Weekly, le créateur de la série, Robert Kirkman, a déclaré qu'après le montage, "il y avait certaines choses qui restaient sur le sol de la salle de montage". 

## Accueil

### Audiences
"What Lies Ahead" a été diffusé pour la première fois aux États-Unis le 16 octobre 2011 sur AMC. Il a reçu 7,3 millions de téléspectateurs et a atteint une note de 4,8HH, battant le record du drame le plus regardé de l'histoire de la télévision par câble. Il a reçu le deuxième plus grand nombre de téléspectateurs de la semaine se terminant le 16 octobre, avec un score plus élevé que Jersey Shore mais moins qu'un match de la saison NFL 2011 entre les Lions de Detroit et les Bears of Chicago. "What Lies Ahead" a réalisé des exploits similaires, atteignant une note de 3,8 - se traduisant par 4,8 millions de téléspectateurs - dans la tranche démographique 18-49, selon les l'échelle de Nielsen. Dans la tranche démographique des 25 à 54 ans, il a attiré 4,2 millions de téléspectateurs. L'audience totale après deux présentations de rappel était de 11 millions de téléspectateurs, une augmentation de 38% par rapport à la première de la série, "Days Gone Bye", qui a attiré 5,35 millions de téléspectateurs lors de sa diffusion initiale. L'audience dans le groupe démographique 18-49 a montré des augmentations similaires, ayant presque doublé depuis la première de la série. 
L'épisode a reçu une réponse similaire sur les marchés internationaux. Il a été créé dans 122 pays en trente-cinq langues, avec une audience totale de 10 millions de téléspectateurs et une note moyenne de 2,0 sur la plupart des marchés de la télévision avec compteur. Il a été diffusé pour la première fois en Espagne le 17 octobre 2011, à environ 432 000 téléspectateurs, dont près de 73% dans la tranche démographique 18-49. L'audience totale a augmenté de 411% par rapport à la première de la saison précédente. La première émission britannique de l'épisode a reçu 693 300 téléspectateurs et a atteint une cote de 2,204 dans la tranche démographique 18-34. On estime que 439 800 téléspectateurs appartenaient à la tranche démographique des 18 à 49 ans, ce qui en fait la deuxième émission la mieux notée de la semaine sur FX. L'audience totale au Mexique a augmenté de 30% par rapport à la première de la saison précédente, se traduisant par 296 090. Il est devenu le programme le mieux noté de la nuit sur la télévision payante. C'était aussi le programme de télévision payante le mieux noté de la nuit dans son créneau horaire en Colombie, atteignant 296 950 téléspectateurs et atteignant une note de 2,57 dans la tranche démographique 18-49, soit 92 240 téléspectateurs. En Italie, c'était le programme le mieux noté parmi les hommes de la tranche démographique 18-49 et le deuxième programme le plus regardé dans son créneau horaire. 
La performance de l'épisode a suscité des réactions de plusieurs dirigeants des filiales de diffusion de la série. Hernan Lopez, PDG de Fox International Channels (FIC), a commenté : « The Walking Dead est passé du phénomène à la pandémie. Les chiffres qui sont arrivés cette semaine combinés aux résultats étonnants du lancement aux États-Unis [nous ont dit] que le virus est maintenant hors de contrôle." Charlie Collier, président d'AMC, a estimé que The Walking Dead était une rareté qui a réussi à atteindre son public principal et à élargir sa base de fans, en disant: "Que The Walking Dead est maintenant le drame le plus regardé de l'histoire du câble de base est stupéfiant, tout comme nos zombies."

### Accueil critique
"What Lies Ahead" a été acclamé par les critiques de télévision. Gina McIntyre du Los Angeles Times a estimé que c'était le meilleur épisode de la série, la qualifiant de "passionnante" et "déchirante". Des sentiments similaires ont été repris par Josh Jackson de Paste , qui a donné à l'épisode une note de 8,8 sur 10 - une note « louable ». Darren Franich de Entertainment Weekly a aimé ce qu'il a appelé l'atmosphère "désinvolte" de la scène d'ouverture et a décrit la fin comme "audacieuse". Eric Goldman d'IGN a estimé que l'épisode avait donné un bon départ à la deuxième saison; il a donné à l'épisode 8 sur 10 - une "excellente" note. 
Hank Stuever du Washington Post a trouvé le rythme de cet épisode "plus élégant" que celui des précédents, ajoutant : "Cela a pour effet subtil mais immédiat de rendre The Walking Dead moins prévisible et plus effrayant." Derek Boeckelmann de Daily Nexus a fait l'éloge de l'épisode, le jugeant "effroyablement bon". Il a loué les performances de Holden et Reedus et a décrit le premier comme l'un des personnages les plus forts de la série. David Chute d' Indiewirea approuvé les effets spéciaux et a félicité la séquence de l'autoroute, en disant: "une séquence dans laquelle les humains se cachent sous les voitures accidentées dans un empilement d'autoroute, capables de ne voir que les pieds des mangeurs de chair qui passent en traînant des pieds, est un rongeur d'ongles classique. " David Hickley du Daily News a attribué à "What Lies Ahead" trois étoiles sur cinq et a exprimé le point de vue : " The Walking Dead est peut-être sous une nouvelle direction, mais il semble avoir gardé son rythme, se déplaçant facilement entre des éclats de violence intense et de longues périodes de combat psychologique." Le Hollywood Reporter écrit que Tim Goodman était d'accord. "C'est 90 minutes de compétence", a-t-il écrit, "ramenant les téléspectateurs dans l'histoire sans manquer un battement, ajoutant une profondeur immédiate aux personnages, augmentant le suspense [...], en plus d'élargir la palette émotionnelle de la série." Dans sa critique 3,5 étoiles, John Griffiths de Us Weekly aimait la dynamique personnelle presque autant que la soif de sang. 
Certains critiques étaient moins enthousiastes à propos de l'épisode. Zack Handlen de The AV Club lui a donné une note B +; il a fait l'éloge des séquences d'horreur de l'épisode, mais a qualifié le développement du personnage de "tiède". "À tout le moins", a-t-il écrit, "la série fait du bon travail en respectant ses restrictions. Il y a une poignée de décors absolument de premier ordre dans ['What Lies Ahead'], à commencer par une attaque sur l'autoroute qui semble durer éternellement." Alex Hanno de The Tufts Daily a estimé que, bien que divertissant, l'intrigue manquait "d'une poussée d'énergie bien nécessaire". Il lui a donné 3,5 étoiles sur 5. De même, Nick Venable de Cinema Blenda écrit: "Je ne dirai pas que je me suis ennuyé, mais une grande partie de l'épisode m'a laissé de marbre et beaucoup moins tendu que j'aurais dû l'être." 